# Plédran
 Plédran  (en bretón Pledran) es una población y comuna francesa, situada en la región de Bretaña, departamento de Côtes-d'Armor, en el distrito de Saint-Brieuc y cantón de Ploufragan.

## Demografía
| 2649 | 3172 | 4522 | 5043 | 5395 | 5750 |
| Para los censos de 1962 a 1999 la población legal corresponde a la población sin duplicidades (Fuente: INSEE [Consultar]) |      |      |      |      |      |